# Los años 80/ 2
Los años 80/ 2 es el título de un LP de la banda La Década Prodigiosa, publicado en 1989.

## Descripción
Siguiendo la estela de los cuatro discos anteriores, se trata de un conjunto de temas que agrupan, a modo de popurrí, canciones asociadas en función de su letra y en el caso del presente LP por el hecho de que fueron éxito en la década de 1980.
Concretamente, se incluyen cinco pipurrís y tres temas originales, El día más largo, Grana y oro y El bayón del tren, los tres firmados por M. Santiesteban, M. Aguilar y J. de Juan.

## Ventas
El álbum se mantuvo durante 5 semanas en la lista de los 10 más vendidos, según datos de AFYVE, llegando a alcanzar el puesto número 5 en enero de 1990. Ha alcanzado 3 discos de platino, equivalente a 300.000 copias vendidas.

## Temas
- Cuélate en mi música - 04:29
- No puedo decirte adiós - 04:38
- Cuando llamas estoy 07:04
- Grana y oro 04:13
- Acabaré con él 05:10
- El día más largo 04:30
- El bayón del tren 3:55
- Vivir bailando 4:54

### Cortes integrados en los temas
A continuación los cortes de canciones integradas en cada uno de los temas popurrí del LP:
| Tema                   | Canción del corte                  | Autor                                     | Intérprete original       |
| ---------------------- | ---------------------------------- | ----------------------------------------- | ------------------------- |
| Cuélate en mi música   | Cuélate en mi música               | M. Santiesteban, M. Aguilar y J. de Juan  |                           |
| Cuélate en mi música   | No mires a los ojos de la gente    | T. Cardalda, G. Coppini                   | Golpes Bajos              |
| Cuélate en mi música   | Me colé en una fiesta              | Nacho Cano, J.M. Cano                     | Mecano                    |
| Cuélate en mi música   | Lobo hombre en París               | Zabala                                    | La Unión                  |
| Cuélate en mi música   | La puerta de Alcalá                | Mendo, Fuster, Campos, Villar             | Ana Belén y Víctor Manuel |
| Cuélate en mi música   | Enamorado de la moda juvenil       | Herminio Molero                           | Radio Futura              |
| Cuélate en mi música   | Rock & Roll en la Plaza del Pueblo | A. Stivelberg, A. Rotenberg               | Tequila                   |
| No puedo decirte adiós | Video Killed the Radio Star        | B. Martin Woolley, T. Horn, G. Downes     | The Buggles               |
| No puedo decirte adiós | I want you back                    | Dallin, Fahey, Woodward, Waterman, Aitken | Bananarama                |
| No puedo decirte adiós | Never can say good bye             | C. Davis                                  | The Communards            |
| No puedo decirte adiós | Rasputin                           | F. Farian, G. Reyam, F. Jay               | Boney M.                  |
| No puedo decirte adiós | Enola Gay                          | Andy McCluskey                            | OMD                       |
| No puedo decirte adiós | Y.M.C.A.                           | Morali, Belolo, Willis                    | Village People            |
| No puedo decirte adiós | Que te quiero                      | K. Rew                                    | Katrina and the Waves     |
| No puedo decirte adiós | Don't Leave Me This Way            | Gamble, Huff                              | The Communards            |
| Acabaré con él         | Embrujada                          | Tino Casal                                | Tino Casal                |
| Acabaré con él         | Fotonovela                         | P. Vidal, L.G. Escolar                    | Iván                      |
| Acabaré con él         | Un hombre de verdad                | Nacho Canut, C.G. Berlanga                | Alaska y Dinarama         |
| Acabaré con él         | Bailando                           | Nacho Canut, C.G. Berlanga                | Alaska y los Pegamoides   |
| Acabaré con él         | Arriquitaun                        | E. Navarro                                | Emilio Lain               |
| Acabaré con él         | El pistolero                       | Pérez Ambite                              | Pistones                  |
| Acabaré con él         | Escuela de calor                   | Santiago Auserón                          | Radio Futura              |
| Cuando llamas estoy    | Cuando llamas estoy                | M. Santiesteban, M. Aguilar y J. de Juan  |                           |
| Cuando llamas estoy    | No puedo evitar (pensar en ti)     | Mikel Erentxun                            | Duncan Dhu                |
| Cuando llamas estoy    | Nada sin ti                        | E. Ramazzotti, A. Cogliati, P. Casano     | Eros Ramazzotti           |
| Cuando llamas estoy    | Hijo de la luna                    | José María Cano                           | Mecano                    |
| Cuando llamas estoy    | Cruz de navajas                    | José María Cano                           | Mecano                    |
| Cuando llamas estoy    | Ay amor                            | Víctor Manuel                             | Víctor Manuel             |
| Cuando llamas estoy    | Si tú eres mi hombre y yo tu mujer | J. Rush, G. Mende, C. DeRouge             | Jennifer Rush             |
| Cuando llamas estoy    | Nabucco                            | Giuseppe Verdi                            | Nana Mouskouri            |
| Vivir bailando         | Bailando sin salir de casa         | Marcelo Montesano                         | Olé Olé                   |
| Vivir bailando         | Dancing in Paris                   | Luis Cobos                                | Angel                     |
| Vivir bailando         | Amante bandido                     | Cossu, Ameli, Aldrighetti, Avogadro       | Miguel Bosé               |
| Vivir bailando         | Mamma Maria                        | D. Fariano, M. Miguelono                  | Ricchi e Poveri           |
| Vivir bailando         | Manué                              | A. Aguado                                 | Los Inhumanos             |
| Vivir bailando         | No tengo dinero                    | S. Rota, C. LaBionda                      | Righeira                  |
| Vivir bailando         | Vivir sin dinero                   | Guzmán, Ramírez, Sánchez, J. de Juan      | Cadillac                  |
| Vivir bailando         | Estoy bailando                     | Bigazzi, Savio                            | Daniela Goggi             |